# Yusuke Higa
Yusuke Higa (比嘉 祐介 Higa Yusuke?, nacido el 15 de mayo de 1989 en Okinawa) es un futbolista japonés que se desempeña como defensa.

## Trayectoria

### Clubes
| Club                | País  | Año         |
| ------------------- | ----- | ----------- |
| Yokohama F. Marinos | Japón | 2012 - 2015 |
| Kyoto Sanga FC      | Japón | 2014        |
| JEF United Chiba    | Japón | 2016 - 2017 |
| Tokyo Verdy         | Japón | 2018 -      |

## Estadística de carrera

### J. League
| Club                | Año   | J. League | J. League | Copa J. League | Copa J. League | Total | Total |
| Club                | Año   | Part.     | Goles     | Part.          | Goles          | Part. | Goles |
| ------------------- | ----- | --------- | --------- | -------------- | -------------- | ----- | ----- |
| Yokohama F. Marinos | 2012  | 1         | 0         | 4              | 0              | 5     | 0     |
| Yokohama F. Marinos | 2013  | 0         | 0         | 1              | 0              | 1     | 0     |
| Kyoto Sanga FC      | 2014  | 18        | 1         | -              | -              | 18    | 1     |
| Yokohama F. Marinos | 2015  | 1         | 0         | 5              | 0              | 6     | 0     |
| JEF United Chiba    | 2016  | 9         | 0         | -              | -              | 9     | 0     |
| JEF United Chiba    | 2017  | 8         | 0         | -              | -              | 8     | 0     |
| Total               | Total | 37        | 1         | 10             | 0              | 47    | 1     |